# Carta de Smith

Um exemplo de carta de Smith

Carta de Smith é um tipo de gráfico criado no tempo em que começaram a ser utilizados os Radares em larga escala e que serve para calcular características de Linhas de transmissão tais como Impedância, Transmissão e Reflexão de ondas, entre outros parâmetros.